# Ядерна бомба Mark 39

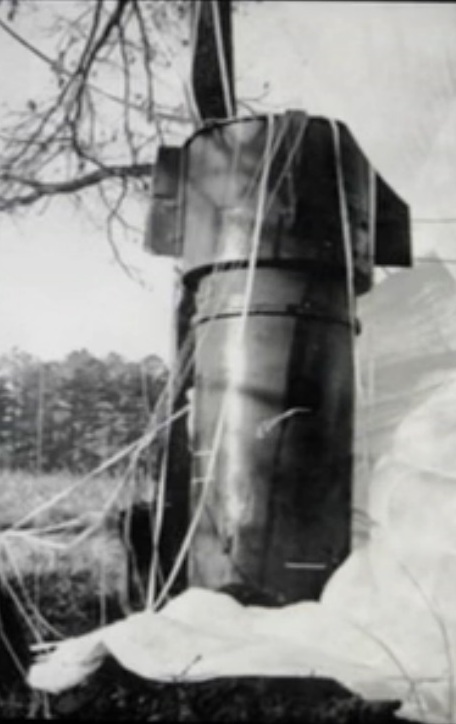
Бомба Mark 39, виявлена після аварії B-52 у Голдсборо в 1961 році

Mark 39 ядерна бомба і W39 ядерна боєголовка — версії американської термоядерної зброї, які перебували на озброєнні з 1957 по 1966 рік.
Конструкція Mark 39 була термоядерною бомбою і мала потужність 3,8 мегатонн. Важила 2950–3060 кілограмів і мала довжину близько 3,556 метра з діаметром 88,9 сантиметрів. Конструкція є вдосконаленою конструкцією ядерної бомби Mark 15 (конструкція TX-15-X3 і Mark 39 Mod 0 були однаковими). Mark 15 була першою легкою термоядерною бомбою США.
Боєголовка W39 становить 89 см в діаметрі і 270 см завдовжки, вагою 2,830-2,900 кг. Використовувався на ракеті SM-62 Snark, балістичній ракеті малої дальності PGM-11 Redstone і на озброєнні B-58 Hustler.

## Інцидент у Голдсборо
Дві ядерні бомби Mark 39, які перевозив B-52 Stratofortress, розпалися в повітрі та впали поблизу Голдсборо, штат Північна Кароліна, 24 січня 1961 року. За словами Паркера Ф. Джонса, керівника ядерної безпеки в Національній лабораторії Сандіа, у звіті 1969 року, який було розсекречено в 2013 році, бомба Mark 39 мала чотири механізми безпеки, один з яких не був ефективним у повітрі. На одній із задіяних бомб ще два запобіжні механізми були «виведені з ладу через розпад літака». У результаті Джонс зазначив, що бомба була утримана від детонації лише четвертим механізмом, простим «готовим до безпечного» електричним вимикачем. 
Майкл Х. Маґґлет і Джеймс К. Оскінс, автори самостійно опублікованої книги «Зламана стріла: розсекречена історія аварій з ядерною зброєю в США», заперечують твердження, посилаючись на розсекречений звіт. Вони стверджують, що перемикач готовності до рук був у безпечному положенні, високовольтна батарея не була активована, що перешкоджало б зарядженню контуру стрільби та нейтронного генератора, необхідного для детонації, а поворотний запобіжний перемикач був зруйнований, що унеможливило активацію x-блоку. (запалювальні конденсатори). Резервуар тритію, який використовується для прискорення термоядерного синтезу, також був заповнений і не був введений у первинну частину зброї. Це призвело б до значного зниження первинної потужності й не призвело б до загоряння вторинного ступеня термоядерного синтезу зброї.

## Вцілілі
- Корпуч Mark 39 виставлений в Галереї холодної війни Національного музею ВПС США в Дейтоні, штат Огайо. Бомба була отримана з Національного атомного музею на авіабазі Кертленд, Нью-Мексико, у 1993 році.